# Mattia Ceccarelli
Mattia Ceccarelli (* 25. März 1988 in Forlì) ist ein italienischer Triathlet. Er wird in der Bestenliste italienischer Triathleten auf der Ironman-Distanz geführt.

## Werdegang
Mattia Ceccarelli studierte Biomedical Engineering an der Universität Bologna und schloss das Studium 2011 ab. 2008 belegte er den 13. Rang bei den World University Triathlon Championships der Fédération Internationale du Sport Universitaire (FISU).
Mattia Ceccarelli gewann im Mai 2019 auf der Mitteldistanz die Challenge Riccione (1,9 km Schwimmen, 90 km Radfahren und 21 km Laufen) und im Juni wurde er italienischer Staatsmeister auf der Mitteldistanz.
Im Mai 2022 wurde der 34-Jährige Zweiter bei der Challenge Riccione hinter dem Österreicher Thomas Steger.

## Sportliche Erfolge
| Datum/Jahr   | Rang | Wettbewerb                                    | Austragungsort | Zeit | Bemerkung                         |
| ------------ | ---- | --------------------------------------------- | -------------- | ---- | --------------------------------- |
| 1. Okt. 2011 | 3    | ITA Sprint Triathlon National Championships   | Rimini         |      | Staatsmeisterschaft Sprintdistanz |
| 2008         | 13   | FISU World University Triathlon Championships |                |      |                                   |

| Datum/Jahr    | Rang | Wettbewerb                                           | Austragungsort       | Zeit     | Bemerkung                                |
| ------------- | ---- | ---------------------------------------------------- | -------------------- | -------- | ---------------------------------------- |
| 16. Sep. 2023 | 11   | Ironman Italy                                        | Cervia               | 07:58:37 |                                          |
| 28. Mai 2023  | 1    | ITA Middle Distance Triathlon National Championships | Barberino di Mugello | 03:44:44 | Staatsmeister auf der Mitteldistanz      |
| 1. Mai 2022   | 2    | Challenge Riccione                                   | Riccione             |          | hinter dem Österreicher Thomas Steger    |
| 11. Juli 2021 | 2    | ITA Middle Distance Triathlon National Championships | Lovere               | 03:43:22 | Vize-Staatsmeister auf der Mitteldistanz |
| 24. Apr. 2021 | 20   | Challenge Gran Canaria                               | Anfi                 | 03:56:43 | hinter Jan Frodeno                       |
| 2. Juni 2019  | 1    | ITA Middle Distance Triathlon National Championships | Lovere               | 03:52:23 | Staatsmeister auf der Mitteldistanz      |
| 5. Mai 2019   | 1    | Challenge Riccione                                   | Riccione             |          |                                          |
| 3. Juni 2018  | 2    | ITA Middle Distance Triathlon National Championships | Lovere               | 04:01:24 | Vize-Staatsmeister auf der Mitteldistanz |

(DNF – Did Not Finish)